# Stig Grybe
Stig Rudolf Grybe, född 18 juli 1928 i Maria Magdalena församling i Stockholm, död 1 februari 2017 i Bomhus distrikt i Gävle kommun, var en svensk skådespelare och komiker. Han är far till Stefan Grybe och Isabella Grybe.

## Biografi
Stig Grybe var son till urmakare Erik Grybe (1890-1959) och Hilma Näsström (1900-1987).

### Teaterskola och debut
Stig Grybe flyttade redan som liten pojke från Stockholm och växte upp på olika orter i landet, vilket förde det goda med sig att han lärde sig att imitera dialekter. Han bodde en tid i Västerås och tänkte börja i teaterföreningen Scenklubben, som startats av Lars Ekborg och Olof Thunberg, men familjen flyttade igen så det blev istället i en skolteaterföreställning i Söderköping som han gjorde sin scendebut.
Efter realexamen i Söderköping åkte han till Stockholm för att utbilda sig till skådespelare. I huvudstaden fanns det sedan början på 1940-talet fem privata teaterskolor vid sidan om Dramatens elevskola och 1946 blev han antagen vid Calle Flygares Teaterskola, där även Ekborg studerade.

### De första åren som skådespelare
Efter två år hos Calle Flygare spelade han en tid med Stockholms skolteater. Hösten 1948 fick han anställning vid Riksteatern och gjorde sin första turné i Maxwell Andersons Johanna från Lothringen, som Ingrid Bergman hade uruppfört på Broadway året innan. På Riksteatern var det Gaby Stenberg som gjorde Mary Grey, som i pjäsen i pjäsen spelade Jeanne d’Arc, och Grybe gjorde den mindre rollen Dollner. I ensemblen fanns också Fylgia Zadig, Gösta Prüzelius, Gunnar Öhlund, Tore Karte och den då 80-årige Carl Deurell, som under en tid var Sveriges äldste aktive skådespelare.
Grybe har nästan hela karriären varit frilans och spelat på de flesta av huvudstadens teatrar, flera som sedan länge har upphört med sin verksamhet som Tantolundens friluftsteater och gamla Boulevardteatern på Ringvägen 125, där han våren 1951 gjorde Wolfgang i Soyas komedi Fritt val. Han revydebuterade hos Kar de Mumma på Blancheteatern med Stig Järrel, Tutta Rolf och Vera Schmiterlöw. Han var även en tid på Wasa Teater i Finland.
Han filmdebuterade 1947 i Lars-Eric Kjellgrens Tappa inte sugen, där han och Lars Ekborg hade varsin liten roll. Sedan följde för Grybes del en rad filmer där han spelade busskonduktör, slottsvakt och stalldräng och liknande roller.

### Musikal- och teaterroller och genombrott med Ante
Från att mestadels ha gjort andraplansroller fick han 1953 rollen som Sam i Lajos Lajtais musikal Blåjackor, på turné med Programbolaget. En roll som han skulle återkomma till drygt tio år senare.
Hösten 1954 anslöt Grybe till Carl-Axel Heiknerts ensemble vid Folkets Hus-teatern i Göteborg. Hans första uppgift var Den Ynklige drängen i Bertolt Brechts Herr Puntila och hans dräng Matti, en liten med distinkt roll som snabbt måste få kontur och karaktär. Han iklädde sig därefter Nalle Puh godhjärtade gestalt som följdes av Billy Belinder i farsen Gröna hissen, som kräver en aktör som spelar rollen på blodigt allvar. Den ryskfödde Leo Golowin regisserade uppsättningen som hade premiär på nyårsaton 1954. Enligt många var det Grybes genombrott som komediaktör.
Han avslutade sejouren i Göteborg som Ezeikel Cheever i Arthur Millers Häxkitteln, i regi av den berömde gästen Erwin Piscator, som innan han flydde nazisterna hade varit en av de stora teatermännen i Berlin.
Revyskådespelaren Grybe fick sitt genombrott på Casinoteatern i Stig Bergendorff och Gösta Bernhards revy C:55, med Carl-Gustaf Lindstedt och Kai Gullmar som dragplåster. Det var här han skapade figuren "Ante Nordlund från Mobacken,” vars popularitet hela tiden ökade och på Casinos folkparksturné sommaren 1956, hade Grybe en stor publik som ville se och höra Ante. Med författaren Bengt Linders hjälp blev det en serie med Ante som sändes Sveriges Radio 1957. Antes funderingar blev så populära att han även fick ett eget underhållningsprogram i TV, Antes Supersjå (Antes Supershow) 1963 och slutligen blev till långfilmen Drömpojken 1964. Han återkom till Casinoteaterns revyer både 1958 och 1960.

### Åren på Upsala-Gävle stadsteater
När Heiknert hösten 1957 blev chef på Upsala-Gävle stadsteater engagerade han Grybe igen. Men den här gången stannade han i ensemblen i drygt tre år, med kortare avbrott för att spela revy. Den första rollen på stadsteatern var som, Adelsmannen i Strindbergs Mäster Olof med Ernst-Hugo Järegård och Ulf Johanson. Hans första framträdande uppgift kom i Egon Larssons uppsättning av Georges Feydeaus fars Fruar på vift där Grybe spelade den svekfulle Pontognac, som förför sin bäste vän Vatelins (Leif Liljeroth) vackra hustru Lucienne (Lili Landre).
Hösten 1958 fick han på nytt göra Nalle Puh i A. A. Milnes älskade barnpjäs Nalle Puh och hans vänner, som han tre år tidigare gjorde i Göteborg.
Stadsteatern hade mycket franskt på repertoaren med Grybe i händelsernas centrum. I Eugène Labiches lustspel Den italienska halmhatten kreerade Leonidas Fardinard som följdes av Victorien Sardous 1890-talskomedi Madame Sans-Géne där han gjorde skräddaren Leroy. Han gjorde även Antoine i Jean de Létraz komedi Bichon, som hösten 1960 spelades på Upsala-Gävle stadsteater med titeln: Pappa - fattas bara.
Hans sista roll på stadsteatern var som den förslagne Svejk i dramatiseringen av Jaroslav Hašeks berättelse. I föreställningen som hade premiär i januari 1961 spelade Ann Gelbar Fru Müller medan Leif Liljeroth gjorde Lucas.

### Revyskådespelare hos Knäppupp
Grybe kom till Knäppupp 1961 och medverkade i revyn Ursäkta, handsken! med premiär på Idéonteatern och här gjorde sin klassiska monolog Fågelskådaren. Det var egentligen en Karl-Gerhard-revy fast Povel Ramels bolag producerade och Hans Alfredson och Tage Danielsson skrev flera av de bästa numren. Han jobbade med Alfredson redan 1958 i det allra första avsnittet av Mosebacke Monarki som spelades in, med pubik, på Södra Teatern. Han blev vid det tillfället enhälligt vald till kung och tog sig namnet Kung Sune I.
Fler revyer med Knäppupp följde I oktober 1961 var det premiär på I hatt och strumpa. Nästintill halva revyn var skriven av Hasse och Tage, samtidigt som de höll på att bilda AB Svenska Ord, Povel Ramel, Beppe Wolgers och Owe Thörnqvist fanns också bland författarna. Grybe var i gott sällskap på scenen: Birgitta Andersson, Martin Ljung, Birita Borg och Sune Mangs med flera.
Han var med i den så kallade Norlander-revyn Ryck mig i snöret 1964 där han återförenades med Lars Ekborg när denne ersatte Åke Grönberg. Med Ramels och Wolgers revy Ta av dej skorna, 1965 gjorde Grybe och Sune Mangs det oförglömliga numret Vad heter det nu igen?  Den sista revyn på Idéonteatern för Grybe såväl som för Kmäppupp var De sista entusiasterna, 1968.
Efter en hel räcka med småroller på film, och förvånansvärt få framträdanden i teve, gjorde han 1964 (som tidigare nämnts) Ante i filmen Drömpojken i regi av Karin Falck.
1969 återvände han till rollen som Sam i Blåjackor  med vilken han turnerade land och rike runt, Riksteaterns regi. Skillnaden mot förra gången var att han nu var en känd artist som drog publik. I ensemblen fanns också Gunhild Gråhns som Mrs Plunckett och Gunilla Åkesson som Molly.

### Känd som Stig Grybe i TV och på Stockholms privatteatrar
På 1970-talet var Grybe ofta med i svensk TV, som i underhållningsprogrammet Pratmakarna där han och drog roliga historier för tittarna. Han fick mycket uppskattning för rollen som den händige Håkan Malm i Hans Dahlins TV-serie Bröderna Malm (1972–1973). Sven-Eric Gamble, Olof Thunberg och Ulf Brunnberg spelade de andra bröderna.
1974-1975 medverkade han i Per Gerhards uppsättning Hej på dig, du gamla primadonna. Det var en Karl Gerhard-kavalkad med de eminenta artisterna Hjördis Petterson, Jan Malmsjö, Siw Malmqvist och Martin Ljung, som gavs för 353 utsålda hus på Vasateatern. Därefter återvände Grybe till Oscars och Benatzkys operett Vita Hästen och gjorde Leopold med Inga Gill som Josepha, Gunwer Bergqvist som Klärchen och Olof Thunberg i rollen som Sigismund.
När Staffan Götestam 1978 bestämde sig för att sätta satte upp familjeföreställningen Karlsson på taket, på Folkan vid Östermalms torg, var det på villkoret att Stig Grybe ville ta sig an rollen som Karlsson. Med premiär på annandagen blev föreställningen en stor succé för Grybe som Karlsson och Fredrik Ohlsson i rollen som Fröken Bock, vilket ledde till att teatern i flera gjorde nya familjeföreställningar just på annandagen och gärna med Astrid Lindgrens böcker som förlaga.
Stig Grybe fyllde 50 år sommaren som föregick Karlsson på taket. En populär och pålitlig artist som började få allt myndigare personer på sin lott med likväl ofta kreerade egensinniga och ibland oförnuftiga karaktärer vilket kräver en förnuftig skådespelare. Han engagerades till Vasan 1982 för att ersätta Jarl Borssén i Spanska flugan med Carl-Gustaf Lindstedt, Inga Gill och Siv Ericks bland andra.
På nyårsafton 1985 hade Ray Cooneys fars Hotelliggaren premiär på Folkan i Stockholm där Grybe spelade en kolerisk Hotelldirektör. Frej Lindqvist den vänsterprasslande Minister Willey, Birgitta Andersson hans hustru Pamela och Gösta Ekman ministersekreteraren George Pigden. Meg Westergren, Louise Edlind, Ulf Brunnberg, Sissela Kyle, Dan Ekborg och Malou Mönning.
Året innan hade han spelat i två Ray Cooneys Kuta och kör och 1987 i Oj då, en till! av samme dramatiker och bägge på Folkan. Han blev kvar på samma teater i ytterligare en fars men nu av amerikanen Ken Ludwig: Skaffa mig en tenor, 1989.
1987 gjorde han rollen som kriminalintendent Vesper Johnson i Stieg Trenter-filmatiseringarna I dag röd, Lysande landning och Träff i helfigur på Sveriges Television. Han medverkade där också i TV-serien Snoken som Snokens pappa.
1992 gjorde han den svenska rösten till Oppfinnar-Jocke i Disneys populära tecknade serie Duck Tales (Ankliv eller Knatte, Fnatte och Tjatte på äventyr).

### En ny tid i Skåne
1994 var Grybe tillbaka på Riksteatern i dramat Kain & Abel.
Vid mitten av 1990-talet flyttade Grybe till Skåne där han fortsatte sin scenkarriär och spelade i flera musikaler på Nöjesteatern i Malmö bland annat My Fair Lady, Me and my girl (som gav honom en Guldmask) och I hetaste laget.
Han spelade också i lokalrevyer såsom i Helsingborgsrevyn.
2003 medverkade han på Malmö Dramatiska teater i Hårda bud av Anthony Neilson.
Hösten 2007 gjorde Grybe sin sista scenroll som teaterkatten Gus i Cats på Nöjesteatern i Malmö.
I 2008 års julkalender i SVT, Skägget i brevlådan, gjorde Stig Grybe rollen som jultomten och tillsammans med Robert Gustafsson gjorde han sketcher i SVT:s Grogg.

### Övrigt
Stig Grybe var från september 2013 till sin död bosatt i Gävle kommun. Han sommarpratade i Sveriges Radios Sommar i P1 31 juli 2015, precis 40 år efter att ha debuterat som sommarpratare 31 juli 1975. Grybe är begravd på Bomhus kyrkogård.

## Priser och utmärkelser
- 1989 – Svenska Dagbladets Poppepris
- 1994 – Guldmasken, "Bästa kvinnliga biroll" för Karlsson på taket på Göta Lejon
- 2002 – Guldmasken, "Bästa manliga biroll i musikal" för Me and My Girl på Nöjesteatern

## Filmografi (i urval)
- 1947 – Tappa inte sugen
- 1947 – Får jag lov, magistern!
- 1948 – De kämpade sig till frihet
- 1949 – Singoalla
- 1952 – Janne Vängman i farten
- 1956 – Kalle Stropp, Grodan Boll och deras vänner
- 1957 – Johan på Snippen tar hem spelet
- 1959 – 91:an Karlsson muckar (tror han)
- 1959 – Guldgrävarna
- 1961 – Åsa-Nisse bland grevar och baroner
- 1963 – Adam och Eva
- 1964 – Drömpojken
- 1964 – Äktenskapsbrottaren
- 1968 – Sarons ros och gubbarna i Knohult
- 1969 – Miss and Mrs. Sweden
- 1978 – Bomsalva
- 1980 – Barna från Blåsjöfjället
- 1994 – Lassie (röst)
- 1994 – Zorn
- 1995 – Janne Långben – The Movie (röst)
- 1999 – Offer och gärningsmän
- 2001 – Villospår
- 2011 – Åsa-Nisse – wälkom to Knohult

### TV-produktioner
- 1963 – Den tänkande brevbäraren (julkalender)
- 1972–1974 – Bröderna Malm (TV-serie)
- 1975 – Från A till Ö (TV-serie)
- 1977 – Bröderna (TV-serie)
- 1977 – Semlons gröna dalar
- 1980 – Död mans ord (TV-serie)
- 1982 – Vi ses på Bråddvaj (TV-serie)
- 1983 – Spanarna (TV-serie)
- 1983 – Öbergs på Lillöga (TV-serie)
- 1986 – Femte generationen (TV-serie)
- 1986 – Sammansvärjningen (TV-serie)
- 1987 – I dag röd (TV-serie)
- 1987 – Lysande landning (TV-serie)
- 1987 – Träff i helfigur (TV-serie)
- 1990–1991 – Pippi Pelikan
- 1991 – 1628 (TV-serie)
- 1993–1997 – Snoken (TV-serie)
- 1999 – Lukas 8:18 (TV-serie)
- 1999 – Offer och gärningsmän (TV-serie)
- 2000 – Grogg (TV-serie)
- 2008 – Skägget i brevlådan (julkalender)

### Filmografi röstskådespelare
- 1961 – Pongo och de 101 dalmatinerna
- 1967 – Djungelboken
- 1974 – Dunderklumpen!
- 1975 – Maria
- 1976 – Agaton Sax och Byköpings gästabud
- 1977 – Peter och draken Elliott
- 1981 – Smurfarna
- 1982 – Snövit och de sju dvärgarna
- 1991 – Kalle Stropp och Grodan Boll på svindlande äventyr
- 1990 – Duck Tales (TV-serie)
- 1993 – Den otroliga vandringen
- 1995 – Janne Långben - The Movie
- 1996 – Den otroliga vandringen 2 - På rymmen i San Francisco
- 1998 – Ett småkryps liv
- 2000 – Hundhotellet – En mystisk historia

## Teater

### Roller (ej komplett)
| År   | Roll               | Produktion | Regi                           | Teater                      |
| ---- | ------------------ | --- | ------------------------------ | --------------------------- |
| 1950 |                    | Julia i farten Sigge Fischer | Sigge Fischer                  | Tantolundens friluftsteater |
| 1951 |                    | Karusellen på Björkeby Sigge Fischer | Sigge Fischer                  | Tantolundens friluftsteater |
| 1952 |                    | Han valsade en sommar Sigge Fischer | Sigge Fischer                  | Tantolundens friluftsteater |
| 1955 | Medverkande        | C:55, revy Stig Bergendorff och Gösta Bernhard | Gösta Bernhard                 | Casinoteatern               |
| 1958 | Medverkande        | Revy-Tut Evert Lindberg, Rune Ek, Stig Grybe och Bengt Janzon | Stig-Ossian Ericson            | Casinoteatern               |
| 1960 | Medverkande        | 11 44 99, revy | Stig-Ossian Ericson            | Casinoteatern               |
| 1960 | Medverkande        | Skräck och skratt, revy Bengt Linder | Sven Paddock                   | Casinoteatern               |
| 1961 | Medverkande        | Ursäkta handsken, revy Karl Gerhard | Tage Danielsson                | Idéonteatern                |
| 1961 | Medverkande        | I hatt och strumpa, revy Hans Alfredson, Tage Danielsson, Owe Thörnqvist, Povel Ramel                                                                                              | Mille Schmidt                  | Idéonteatern                |
| 1962 | Medverkande        | Tält Side Story, revy Hans Alfredson, Tage Danielsson, Owe Thörnqvist, Povel Ramel, Beppe Wolgers                                                                                  | Mille Schmidt                  | Turné                       |
| 1962 | Jonathan           | Pappa, pappa, stackars pappa, mamma har hängt dig i garderoben och jag känner mig så nere (Oh Dad, Poor Dad, Mama's Hung You in the Closet and I'm Feelin' So Sad) Arthur L. Kopit | Hans Lagerkvist                | Idéonteatern                |
| 1964 |                    | Den stora effekten (La grosse valise) Robert Dhery | Stig Ossian Eriksson           | Idéonteatern                |
| 1964 | Medverkande        | Nya ryck i snöret, revy Emil Norlander, Povel Ramel, Beppe Wolgers | Åke Falck                      | Idéonteatern                |
| 1965 | Hysterium          | En kul grej hände på väg till Forum (A Funny Thing Happened on the Way to the Forum) Stephen Sondheim, Burt Shevelove, Larry Gelbart                                               | Gösta Bernhard                 | Idéonteatern                |
| 1965 | Medverkande        | Ta av dej skorna, revy Povel Ramel och Beppe Wolgers | Egon Larsson                   | Turné/ Idéonteatern         |
| 1966 | Medverkande        | Bom krasch, revy Beppe Wolgers | Johan Bergenstråhle            | Idéonteatern                |
| 1967 | Medverkande        | Svendska revyn, revy Svend Asmussen och Beppe Wolgers | Mille Schmidt                  | Idéonteatern                |
| 1967 | Karl               | Milda makter! (You're a Good Man, Charlie Brown) Clark Gesner | Jackie Söderman                | Idéonteatern                |
| 1968 | Medverkande        | De sista entusiasterna, revy Povel Ramel och Beppe Wolgers | Hasse Ekman                    | Idéonteatern/ Turné         |
| 1969 | Doktor Dreyfuss    | Ungkarlslyan (Promises, promises) Burt Bacharach, Hal David och Neil Simon | Ivo Cramér                     | Oscarsteatern               |
| 1970 |                    | Inte just nu, älskling (Not Now, Darling) Ray Cooney och John Chapman | Hasse Ekman                    | Intiman                     |
| 1971 |                    | Upp i smöret (The Bandwagon) Terence Frisby | Isa Quensel                    | Intiman                     |
| 1971 | Medverkande        | Vad är det för fel på 1933 års modell?, revy Carl Zetterström | Lars Amble                     | Scalateatern                |
| 1972 | Medverkande        | Sånt folk!, revy Carl Zetterström | Lars Amble                     | Maximteatern                |
| 1974 | Medverkande        | Hej på dig, du gamla primadonna Karl Gerhard-kavalkad | Per Gerhard                    | Vasateatern                 |
| 1976 | Leopold            | Vita hästen (Im weißen Rößl) Hans Müller och Ralph Benatzky | Jackie Söderman                | Oscarsteatern               |
| 1978 | Robert Giraux      | Bäddat för tre (Monsieur Masure) Claude Magnier | Olof Thunberg                  | Riksteatern                 |
| 1978 | Karlsson           | Karlsson på taket Astrid Lindgren | Staffan Götestam Sven Lindberg | Folkan                      |
| 1979 | Drake              | Annie Charles Strouse, Thomas Meehan och Martin Charnin | Stig Olin                      | Folkan                      |
| 1979 | Gepetto            | Pinocchio Staffan Götestam och Peter Flack |                                | Folkan                      |
| 1982 | Vimlund            | Spanska flugan (Die spanische Fliege) Franz Arnold och Ernst Bach | Per Gerhard                    | Vasateatern                 |
| 1983 | Kommissarie Rooney | Arsenik och gamla spetsar (Arsenic and Old Lace) Joseph Kesselring | Lars Amble                     | Maximteatern                |
| 1984 | Anton Svensson     | Emil i Lönneberga Astrid Lindgren | Staffan Götestam               | Göta Lejon                  |
| 1986 |                    | Hotelliggaren (Two Into One) Ray Cooney | Tony Verner                    | Folkan                      |
| 1987 | Betjänten James    | Oj då!... en till?! (One For the Pot) Ray Cooney och Tony Hilton | Chris Johnston                 | Folkan                      |
| 1988 |                    | Det stannar i familjen (It Runs in the Family) Ray Cooney | Brian Howard                   | Folkan                      |
| 1990 |                    | Skaffa mig en tenor (Lend Me a Tenor) Ken Ludwig | Piv Bernth                     | Folkan                      |
| 1992 | Farbror Nilsson    | Madicken Astrid Lindgren | Pernilla Skifs                 | Göta Lejon                  |
| 1992 | Allan Svensson     | Ryck mig i slipsen Staffan Götestam och Sture Nilsson | Staffan Götestam               | Göta Lejon                  |
| 1993 | Fröken Bock        | Karlsson på taket Astrid Lindgren | Pernilla Skifs                 | Göta Lejon                  |
| 2003 |                    | Hårda bud (The Lying Kind) Anthony Neilson | Richard Looft                  | Malmö Dramatiska Teater     |